# Lijeva Rijeka
Lijeva Rijeka (cyr. Лијева Ријека) – wieś w Czarnogórze, w gminie Podgorica. W 2011 roku liczyła 35 mieszkańców.